# دجاجة البراري الصغرى
دجاجة البراري الصُغرى (الاسم العلمي: Tympanuchus pallidicinctus)، نوع طيور من فصيلة الطيهوج.

## التوزيع
تعيش قرابة نصف جمهرته الحالية في غرب كانساس، والنصف الآخر في التلال الرملية والمروج في غرب أوكلاهوما، وتكساس بانهاندل بما في ذلك لانو إستاكادو، شرق نيو مكسيكو، وجنوب شرق كولورادو.